# 神经心理学
神经心理学（英語：Neuropsychology）一词於1929年由美国哈佛大学心理学教授E.G.Boring根据美国行为主义心理学家K.S.Lashley的研究提出，是近30年新發展的心理學領域，與神经生理学、神经化学及临床心理学有密切關係。神经心理学主要研究脑的结构功能，以解剖、生理、生化的角度研究腦組織與言语、思维、智力、行为等心理現象的關係。
在實踐中，神經心理學家傾向於在研究環境（大學、實驗室或研究機構），臨床環境（醫療醫院或康復環境，通常參與評估或治療患有神經心理問題的患者），或法醫環境或行業（通常作為臨床 - 涉及 CNS 功能的試驗顧問）。

## 研究方法
雖然人類神經非常複雜，單靠一種檢測工具不能描繪出全貌。但是神經心理學家透過不同的研究方法，我們可以得出支持的結論。

### 死後檢驗（Post mortem）
- 解剖學：布羅卡從驗屍發現了布若卡氏區從一位失語症病人Monsieur Leborgne的大腦[1]，該病人只能發出「Tan」的聲音。此區域是有關語言製造能力，但不影響語言理解。
- 切片：失憶病人亨利·莫萊森的大腦死後捐出來讓科學家製成了立體圖[2]

### 損傷
因為中風等原因，導致腦部有損傷。透過此方法，心理學家可以知道那一個腦部位置是對某一功能最必要，如韋尼克區有問題的病人會無法理解別人，甚至自己說過的話，而內容都會問非所答，不能理解。但是該損傷位置可能只是某功能其中一環。舉例來說：失明人士作視覺訊號輸入的眼睛可能沒有問題，但大腦所對應的視覺系統或因中風之類問題而不能再處理所接收的訊號，因而失去視覺）。或者我們某一個功能可能是由幾個腦內地方共同工作的結果。而且亦沒有損傷前的數據可以比較。

### 活體檢驗（In vivo）
- X光電腦斷層掃描 （CT或CAT scan）
- 核磁共振成像 （fMRI）
- 擴散磁振造影 （DTI）
- 正電子發射計算機斷層掃描 （PET）：透過觀察那一個部位有更多血管活動（英语：Hemodynamics）來推算部一位置需要更多能量來運作。但是，此方法需要服用具輻射的顯影劑，並且結果有數分鐘延誤。
- 穿顱磁刺激 （Transcranial magnetic stimulation）：抑制部分腦區活動的手段，沒有已知問題，但只限大腦皮層表面。

在刺激後測試不同神經訊號會否有延遲或加強。事件相關電位圖Y軸的負值，傳統上是於X軸之上，反之亦然。

- 在刺激後測試不同神經訊號會否有延遲或加強。事件相關電位圖Y軸的負值，傳統上是於X軸之上，反之亦然。腦電圖 （EEG）：可以即時知道神經活動，但無法得知精確訊號來源[4]。

### 動物實驗
- 單細胞記錄（英语：Single-unit_recording）
- Implanted electrodes

## 研究領域與例子

### 人工智能
- 物件識別：討論人類的識別能力是如何神經編碼，如祖母細胞，指有一組細胞去專門探測其所負責的功能，但不能解釋為何我們可以識別一些新的東西及若一些腦細胞死亡的情況。

### 社會心理學
- 种族主义：在武器判斷項目中，白人實驗者當先看到黑人圖像再判斷非武器時，會有較大的錯誤相關負波（英语：error related negativity）[5]。另外，他們若在問卷調查見到他們是有較大偏見的話，當他們遇黑人相處一下之後，他們因為要用更多精力去控制自己的偏見，結果在斯特魯普效應實驗表現會變差。這些實驗到看到人們如何控制自己的種族偏見。
- 信任：從杏仁核損傷的病人測試他們對見到人們樣子的信任程度[6]，他們都不能像正常人就能從臉來判斷某人能否信得過。
- 同理心與同情心有不同神經反應。

### 記憶
- 海馬體：這個腦部位置現在認為是一個像一本書的索引或目錄[7]，負責記憶間關係，並不同記錄記憶在腦部的位置。當某個記憶經常使用，就可以不經它而直接取得常用的記憶。
  - 認知地圖理論 （cognitive map theory）
  - 關係記憶理論 （relational memory theory）
  - 情節記憶理論（episodic memory theory）
- 促發：用顯像技術來解釋為何當向人們重覆顯示同一刺激物，他們下一次可以更快認出該物件。核磁共振成像見到重覆促發（英语：Repetition priming）導致腦細胞活動反而壓低了，因為多次的重覆，只有有關的腦細胞才會參與識別的過程，因而加快處理速度。
- 體素為基礎的型態計量學（英语：Voxel-based morphometry）：研究的士司機導航能力與海馬體的大小[8]，但只是相關而不能判斷因果關係（即可能他們是因為海馬體較大而選擇做的士司機，也有可能因為他們當上了的士司機而海馬體變大）。

### 語言
- N400訊號（英语：N400 (neuroscience)）：在事件相關電位，透過腦電圖方法來看出語義上奇怪的地方[9]（如「我飲了一杯『狗』），從而了解韋尼克區與語言處理的關係。
- 腦功能側化：研究因為醫治難以治療的癲癇而進行胼胝體（用來連接左腦及右腦的重要部分）橫切術的病人。病人一般可以用說出右手的物件，但不能說出左手的球。

### 注意
- 預設模式網絡：人們發白日夢的時候，腦部活動反而比專心時更加強烈。

### 情緒
腦部不同位置如杏仁核、海馬體與vmPFC在情緒也有不同的角色。